# Krnjak
Krnjak és un municipi al comtat de Karlovac (Croàcia).
El municipi està compost de les següents poblacions:
- Bijeli Klanac (població 1)
- Brebornica (població 63)
- Budačka Rijeka (població 245)
- Burić Selo (població 29)
- Čatrnja (població 133)
- Donji Budački (població 136)
- Dugi Dol (població 94)
- Dvorište (població 53)
- Gornji Budački (població 28)
- Gornji Skrad (població 67)
- Grabovac Krnjački (població 85)
- Grabovac Vojnićki (població 55)
- Hrvatsko Žarište (població 35)
- Jasnić Brdo (població 10)
- Keserov Potok (població 8)
- Krnjak (població 371)
- Mala Crkvina (població 42)
- Mlakovac (població 118)
- Pavković Selo (població 51)
- Perići (població 22)
- Podgorje Krnjačko (població 48)
- Poljana Vojnićka (població 18)
- Ponorac (població 40)
- Rastovac Budački (població 13)
- Suhodol Budački (població 8)
- Trupinjak (població 1)
- Velika Crkvina (població 68)
- Vojnović Brdo (població 9)
- Zagorje (població 83)
- Zimić (població 51)